# Сказка с подробностями
«Ска́зка с подро́бностями» (1989) — детский юмористический роман Григория Остера.

## Сюжет и структура
Структура романа состоит из трёх частей: рамочной конструкции, основной сказки (сказки про Федю) и «подробностей». В рамке главными героями являются директор карусели и семь деревянных лошадок, которым директор каждую ночь рассказывает сказки. В одну из ночей директор сообщает, что все сказки закончились и сейчас он расскажет им последнюю. Это сказка про мальчика Федю, который поссорился со своей мамой, убежал в лес, а потом спрыгнул с Земли.
Одна из лошадок прерывает директора и просит рассказать подробности того, что случилось с другими, эпизодическими персонажами сказки в тот же день. Эти «подробности» занимают бо́льшую часть романа. В основном, их действие происходит в неназванном городе и его окрестностях, а также в Африке. В финале директор заканчивает сказку тем, что мама Феди прилетает за сыном на ракете, а лошадки принимаются за работу, возить детей.

## Основные персонажи
Персонажи рамки
- Директор карусели
- Лошадки Маша, Даша, Саша, Паша, Глаша, Наташа и Простокваша

Персонажи основной сказки и «подробностей»
- Федя
- Мама Феди
- Милиционер Иван
- Бабушка Марья
- Козёл Матвей, овца Бяша, Баран
- Поэт Пампушкин
- Носороги номер один, два, четыре и три
- Продавец кондитерского магазина
- Петя и Катя и их родители
- Редактор детского журнала
- Тётя Клава
- Фотограф Пчёлкин
- Первоклассник Артур и бульдог Мишка
- Кошка Аксинья, дедушка Серёжа, котёнок-девочка Яша
- Контролёр
- Заяц
- Жулики Шпиль и Купол
- Толпа школьников и толпа дошкольников
- Дошкольница Оля
- Мышка Мушка
- Обезьянки и мама Обезьяна
- Ручной тигр
- Африканский зверь Носонос
- Лётчик
- Старушка с зонтиком и тазиком

## История создания и публикации
Роман «Сказка с подробностями» был впервые опубликован в 1989 году. Автор признавался в интервью в 2006 году: «Издателей интересуют „бренды“, они готовы бороться за „Вредные советы“, а вот „Сказку с подробностями“, мою лучшую книжку, которую я 5 лет не издавал, никто у меня из рук не вырывает».

## Исследования
«Сказка с подробностями» называется одним из образцов постмодернизма. Структура романа создана по модели «текста в тексте», подобно тому, как это происходит в «1001 ночи», когда один из персонажей выступает рассказчиком историй, которые занимают большую часть книги. Текст рождается как будто на глазах читателя, в диалоге рассказчика (директора) и слушателей (лошадок). Текст романа принципиально открыт, так как число «подробностей» ничем не ограничено, и в самом финале одна из лошадок вспоминает, что в основной сказке были ещё персонажи, которые не появились в «подробностях». Роман не является в полном смысле гипертекстовым, так как повествование линейно, но обладает некоторыми чертами гипертекста: директор даёт возможность лошадкам выбирать между несколькими сюжетными линиями. То есть выбор между разными элементами повествования есть у слушателей-персонажей, но не у читателей, как, например, в «Хазарском словаре». Использование всех этих черт постмодернизма в «Сказке…» было новаторским для советской детской литературы.